# スポンジン
スポンジン (Spongin) は、コラーゲンの1種のタンパク質であり、海綿動物の多くの繊維状骨格を形成する。スポンゴサイトと呼ばれるスポンジ細胞から分泌される。
スポンジンは、海綿組織に柔軟性を与える。真のスポンジンは普通海綿綱の仲間でしか見つかっていないが、これまで10万種以上のスポンジンが発見されている。